# Ракишев, Данеш
Данеш Ракишев (1926—1992) — казахский певец и композитор. Народный артист Казахской ССР (1986).

## Биография
Происходит из рода суан.
Родился в ауле Талды близ Джаркента в 1926 году.
Первые музыкальные навыки юный Данеш получил у отца Ракиша — певца, домбриста и гармониста. Позже он тесно общался с учениками знаменитого акына Асета, что сыграло решающую роль в становлении Данеша как музыканта. Путь в искусство Д. Ракишев начал с участия в самодеятельном кружке. В 1944-45 гг. с концертами в составе группы молодых артистов Восточного Туркестана он объездил много сел.
В 1945 году стал артистом Кульджинского уйгуро-казахского драмтеатра (СУАР КНР), на сцене которого создал образы пьес Б. Майлина, М. Ауэзова и других казахских драматургов. В 1946-49 годах возглавлял в этом театре казахское отделение.
По возвращении в 1959 году на родину Д. Ракишев создал и возглавил в Панфиловском районе народный театр.
С 1968 года — солист Талды-Курганской областной филармонии, руководил сатирико-юмористической группой «Тамаша». Став последователем исполнительского мастерства М. Ержанова и Ж. Елебекова, Д. Ракишев исполнял песни Укілi Ыбырая, а также произведения других народов: татарские, киргизские, узбекские. Д. Ракишев — автор многих песен, ставших любимыми в народе.
В 1976 году получил звание заслуженного артиста КазССР, в 1986 году — звание народного артиста Казахской ССР.
Умер в 1992 году. Похоронен на кладбище села Мукры Коксуского района Алматинской области, где установлена памятная доска.